# Daïra d'Aïn Tarek
La daïra d'Aïn Tarek est une circonscription administrative algérienne située dans la wilaya de Relizane. Son chef-lieu est situé sur la commune éponyme d'Aïn Tarek.
La daïra regroupe les deux communes de Aïn Tarek et Had Echkalla.